# Еколошки центар „Радуловачки”
Еколошки центар „Радуловачки” у Сремским Карловцима је европски омладински центар за едукацију грађана свих узраста из различитих области са посебним акцентом на теме заштите животне средине и младих.
Оснивач Еколошког центра је Покрет горана Војводине — организација која се активно бави подизањем нивоа пошумљености Војводине, еколошком едукацијом грађана свих узраста кроз еко-кампове, семинаре, трибине, организовањем еколошких манифестација, кампања за заштиту природе и промоцијом волонтеризма.
Центар је смештен у два објекта — старе зграде из 18. века реконструисане 2008. године и нове одрживе зграде изграђене 2012. године. Реконструкцију фасаде старе и изградњу нове зграде финансирао је др Миодраг Радуловачки, професор и научник из области физиологије, родом из Србије. У знак поштовања његовом доброчинству, центар је по њему добио име.

## Галерија
- Зграда Еколошког центра "Радуловачки"
- Унутрашњост Еколошког центра "Радуловачки"
- Двориште